# Francesco IV Ordelaffi
Francesco IV Ordelaffi (29 marzo 1435 – Forlì, 22 aprile 1466), in realtà più noto come Cecco III, fu signore di Forlì, appartenuto alla famiglia Ordelaffi.

## Biografia
Detto Cecco III, fu figlio di Antonio Ordelaffi e di Caterina Rangoni, fratello di Pino III Ordelaffi. Sposò Elisabetta Manfredi (morta nel 1469), figlia di Astorre II Manfredi signore di Imola e Faenza, e tenne la signoria dal 1448 fino alla morte.
Nei primi anni, dal 1449 al 1454, a causa della sua giovane età, la madre si fece aiutare nella reggenza della città dal fratello Ugo Rangoni, dopo averlo chiamato a Forlì dai suoi feudi in Emilia. Infine, insofferenti della tutela dello zio, i giovani Francesco e Pino lo costrinsero a lasciare Forlì. Agli inizi del 1466 subì una congiura ad opera di Pino III Ordelaffi, appoggiato dai Manfredi, per spodestarlo dalla signoria. Venne subito imprigionato e il 22 aprile dello stesso anno morì pugnalato.
Un suo busto in marmo venne scolpito da Donatello.

## Discendenza
Francesco ed Elisabetta ebbero sei figli:
- Cia (1459-?), monaca;
- Francesco (1461-1488), uomo d'armi;
- Giulia (1462-ante 1492), sposò Niccolò Alessandri (1463-1525) di Firenze;
- Antonio Maria (1460-1504), signore di Forlì;
- Giovanna, monaca;
- Caterina, sposò Francesco Trotti di Alessandria.

Ebbe un figlio naturale, Ludovico, uomo d'armi, ultimo membro della famiglia.

## Ascendenza
|                                           |                  |                                       | Genitori                                            |  |  | Nonni |  |  | Bisnonni           |  |  | Trisnonni                                |  |
|                                           |                  |                                       |                                                     |  |  |       |  |  | Giovanni Ordelaffi |  |  | Francesco II Ordelaffi, signore di Forlì |  |
|                                           |                  |                                       |                                                     |  |  |       |  |  | Giovanni Ordelaffi |  |  | Francesco II Ordelaffi, signore di Forlì |  |
|                                           |                  | Marzia Ubaldini                       |                                                     |  |  |       |  |  | Giovanni Ordelaffi |  |  |                                          |  |
| Francesco III Ordelaffi, signore di Forlì |                  |                                       |                                                     |  |  |       |  |  | Giovanni Ordelaffi |  |  |                                          |  |
|                                           |                  | Taddea Malatesta                      | Malatesta III Malatesta, signore di Pesaro e Rimini |  |  |       |  |  |                    |  |  |                                          |  |
|                                           |                  | Taddea Malatesta                      | Malatesta III Malatesta, signore di Pesaro e Rimini |  |  |       |  |  |                    |  |  |                                          |  |
|                                           |                  | Taddea Malatesta                      | Costanza Ondedei                                    |  |  |       |  |  |                    |  |  |                                          |  |
| Antonio Ordelaffi, signore di Forlì       |                  | Taddea Malatesta                      |                                                     |  |  |       |  |  |                    |  |  |                                          |  |
|                                           |                  | …                                     | …                                                   |  |  |       |  |  |                    |  |  |                                          |  |
|                                           |                  | …                                     | …                                                   |  |  |       |  |  |                    |  |  |                                          |  |
|                                           |                  | …                                     | …                                                   |  |  |       |  |  |                    |  |  |                                          |  |
| …                                         |                  | …                                     |                                                     |  |  |       |  |  |                    |  |  |                                          |  |
|                                           |                  | …                                     | …                                                   |  |  |       |  |  |                    |  |  |                                          |  |
|                                           |                  | …                                     | …                                                   |  |  |       |  |  |                    |  |  |                                          |  |
|                                           |                  | …                                     | …                                                   |  |  |       |  |  |                    |  |  |                                          |  |
| Francesco IV Ordelaffi, signore di Forlì  |                  | …                                     |                                                     |  |  |       |  |  |                    |  |  |                                          |  |
|                                           | Jacopino Rangoni | Gherardo Rangoni                      |                                                     |  |  |       |  |  |                    |  |  |                                          |  |
|                                           | Jacopino Rangoni | Gherardo Rangoni                      |                                                     |  |  |       |  |  |                    |  |  |                                          |  |
|                                           | Jacopino Rangoni | Mabilia di Porzia                     |                                                     |  |  |       |  |  |                    |  |  |                                          |  |
| Gherardo Rangoni                          | Jacopino Rangoni |                                       |                                                     |  |  |       |  |  |                    |  |  |                                          |  |
|                                           |                  | Beatrice da Correggio                 | Guido V, signore di Correggio                       |  |  |       |  |  |                    |  |  |                                          |  |
|                                           |                  | Beatrice da Correggio                 | Guido V, signore di Correggio                       |  |  |       |  |  |                    |  |  |                                          |  |
|                                           |                  | Beatrice da Correggio                 | Violante Alidosi                                    |  |  |       |  |  |                    |  |  |                                          |  |
| Caterina Rangoni                          |                  | Beatrice da Correggio                 |                                                     |  |  |       |  |  |                    |  |  |                                          |  |
|                                           |                  | Salvatico Boiardo, signore di Rubiera | Gherardo Bojardo, signore di Rubiera                |  |  |       |  |  |                    |  |  |                                          |  |
|                                           |                  | Salvatico Boiardo, signore di Rubiera | Gherardo Bojardo, signore di Rubiera                |  |  |       |  |  |                    |  |  |                                          |  |
|                                           |                  | Salvatico Boiardo, signore di Rubiera | …                                                   |  |  |       |  |  |                    |  |  |                                          |  |
| Beatrice Boiardo                          |                  | Salvatico Boiardo, signore di Rubiera |                                                     |  |  |       |  |  |                    |  |  |                                          |  |
|                                           |                  | …                                     | …                                                   |  |  |       |  |  |                    |  |  |                                          |  |
|                                           |                  | …                                     | …                                                   |  |  |       |  |  |                    |  |  |                                          |  |
|                                           |                  | …                                     | …                                                   |  |  |       |  |  |                    |  |  |                                          |  |
|                                           |                  | …                                     |                                                     |  |  |       |  |  |                    |  |  |                                          |  |